# Sykies
Sykies (Grieks: Συκιές), voorheen Sykeai (Grieks: Συκέαι), is een dorp in de gemeente Palamas, Karditsa, Thessalië, Griekenland. In 2011 had het dorp 257 inwoners. Binnen de grenzen van Sykies ligt de oude stad Asterium. 